# Styphlolepis agenor
Styphlolepis agenor là một loài bướm đêm trong họ Crambidae.